# Schönrade (Kreis Heiligenbeil)
Schönrade war ein Ort im ostpreußischen Kreis Heiligenbeil. Seine Ortsstelle gehört heute zum Rajon Bagrationowsk (Stadtkreis Preußisch Eylau) in der russischen Oblast Kaliningrad (Gebiet Königsberg (Preußen)).

## Geographische Lage
Die Ortsstelle Schönrades liegt am Nordufer der Wituschka (deutsch Jarft) im südlichen Westen der Oblast Kaliningrad, 3 ½ Kilometer nordnordwestlich von  Pogranitschny (Hermsdorf), 15 Kilometer östlich der ehemaligen Kreisstadt Heiligenbeil (russisch Mamonowo) bzw. 32 Kilometer westlich der heutigen Rajonshauptstadt Bagrationowsk (deutsch Preußisch Eylau).

## Geschichte
Die erste urkundliche Erwähnung Schönrades erfolgte im Jahre 1412. Als Gutsbezirk kam das Dorf 1874 zum neu errichteten Amtsbezirk Groß Rödersdorf (russisch Nowosjolowo) im Kreis Heiligenbeil in Ostpreußen. Nach 25 Jahren – am 18. Oktober 1899 – wurde das Gutsdorf in den Amtsbezirk Jäcknitz (russisch Usornoje) umgegliedert.
125 Einwohner zählte Schönrade im Jahre 1910.
Am 1. April 1927 hatte das Gut Schönrade eine Flächengröße von 515 ha, 60 ar und 58 m², und am 16. Juni 1925 hatte der Gutsbezirk 152 Einwohner. Am 1. April 1927 hatte das benachbarte Gut Lauenfeld eine Flächengröße von 201 ha, 38 ar und 00 m², und am 16. Juni 1925 hatte dieser Gutsbezirk 58 Einwohner.  Am 30. September 1928 wurde der Gutsbezirk Schönrade mit dem Nachbargutsbezirk Lauenfeld zur neuen Landgemeinde Schönrade zusammengeschlossen.
Der dritte Amtsbezirk, dem Schönrade schließlich zugehörte, wurde am 12. Juli 1929 der Amtsbezirk Hermsdorf (russisch Pogranitschny). Im Jahre 1933 belief sich die Zahl der Einwohner Schönrades auf 189, im Jahre 1939 auf 215.
Im Jahr 1945 gehörte die Landgemeinde Schönrade zum Kreis Heiligenbeil im Regierungsbezirk Königsberg der Provinz Ostpreußen des Deutschen Reichs.
Als 1945 in Kriegsfolge die Provinz Ostpreußen besatzungsrechtlich zwischen  der Sowjetunion und der Volksrepublik Polen in Verwaltungsgebiete unterteilt wurde, gehörte Schönrade zum nördlichen, d. h. sowjetischen Teil. Das Dorf lag nur fünf Kilometer von der russisch-polnischen Staatsgrenze entfernt. Doch findet es in den Folgejahren keine Erwähnung mehr, es fehlt eine russische Namensgebung, und auch die Zugehörigkeit zu einem Dorfsowjet ist nicht bekannt. Wegen seiner Grenznähe dürfte der Ort wohl nicht mehr regulär besiedelt worden sein, wurde aufgegeben und gilt heute als untergegangen. Die Ortsstelle liegt im Munizipalkreis Rajon Bagrationowsk (Stadtkreis Preußisch Eylau) in der russischen Oblast Kaliningrad (Gebiet Königsberg (Preußen)).

## Religion
Mit seiner fast ausnahmslos evangelischen Bevölkerung war Schönrade bis 1945 in den Sprengel Hermsdorf der Vereinigten Kirchengemeinden Hermsdorf/Pellen (Pogranitschny (RUS)/Piele (PL)) in der Kirchenprovinz Ostpreußen der Kirche der Altpreußischen Union eingepfarrt.

## Verkehr
Die kaum noch erkennbare Ortsstelle Schönrades liegt westlich der kommunalen Nebenstraße 27K-157, die von Pogranitschny (Hermsdorf) über Iljitschowka (Lank) bis nach Pjatidoroschnoje (Bladiau) verläuft.